# Luffa echinata
Luffa echinata är en gurkväxtart som beskrevs av William Roxburgh. Luffa echinata ingår i släktet Luffa och familjen gurkväxter. Inga underarter finns listade i Catalogue of Life.